# Academia Nacional de Ciências da Bielorrússia
A Academia Nacional de Ciências da Bielorrússia (em bielorrusso: Нацыянальная акадэмія навук Беларусі, em russo: Национальная академия наук Беларуси) é a principal instituição científica e de pesquisa da República da Bielorrússia. Fundada em 1929, a academia desempenha um papel crucial no avanço do conhecimento científico e na promoção da pesquisa em diversos campos do saber. Para a decisão e desempenho das suas competências, cumpre as suas funções de órgão republicano autônomo da administração do Estado, nos limites fixados na lei e no estatuto da Academia de Ciências. Está subordinada à Presidência da República da Bielorrússia e responde perante o Conselho de Ministros da Bielorrússia.

## História
A Academia Nacional de Ciências da Bielorrússia tem suas origens no Instituto de Cultura da Bielorrússia (Inbelkut, 1922-1928), que foi reorganizado na Academia de Ciências por decisão do Comitê Executivo Central e do Conselho de Comissários do Povo da República Socialista Soviética da Bielorrússia em 13 de outubro de 1928. A inauguração ocorreu em 1º de janeiro de 1929, décimo aniversário da RSS da Bielorrússia. O primeiro presidente da Academia de Ciências foi o historiador Usievalad Ihnatoŭski. Inicialmente, 128 pessoas ingressaram na Academia, sendo 87 pesquisadores. Desde o princípio, tornou-se um centro de pesquisa de referência em relação ao desenvolvimento econômico, tecnológico, social e cultural do país. No início de 1941, a Academia contava com cerca de 750 membros. Sua estrutura era composta por 12 instituições de pesquisa científica.
Durante a Grande Guerra Patriótica, a atividade da Academia foi suspensa. Alguns cientistas continuaram seus estudos em outras instituições na República Socialista Federativa Soviética da Rússia ou em outras regiões da antiga União Soviética. Muitos funcionários participaram dos combates. Durante a guerra, a Academia, bem como todo o conjunto da economia bielorrussa, sofreu sérios danos. Laboratórios científicos, equipamentos, prédios e a biblioteca foram incendiados ou saqueados. Em 1945, a equipe total de funcionários da Academia compunha-se de 360 pessoas. Após a libertação de Minsk em julho de 1944, oito instituições da Academia retomaram suas atividades e, em 1951, a Academia de Ciências já havia aberto 29 instituições de pesquisa científica. O número total de colaboradores atingiu 1.234 pessoas. A Academia tinha 33 acadêmicos, 27 membros correspondentes, 55 professores e doutores em ciências e 165 candidatos em ciências. 
O perfil de investigação da academia foi adaptado à influência das mudanças na estrutura da economia nacional, às necessidades da ciência, às tradições e ao potencial científico existente. O desenvolvimento da Academia e a formação de suas instituições foi feito com o apoio dos governos da Bielorrússia e da URSS, bem como dos centros científicos mais importantes de Moscou, Leningrado e outras cidades da ex-URSS. Durante a existência da URSS, a Academia gozou de grande reputação junto a cientistas como Panas Ajrem (química), Mikalái Barísevich, Fiodar Fiodaraŭ (física), Veniamyn Vacyakou e Uladzimir Ulashchyk (biologia, medicina).
Após o colapso soviético, os objetivos da Academia mudaram significativamente, com uma abordagem mais próxima dos problemas aplicados, e sob a supervisão de Aleksandr Lukashenko de acordo com a Lei 159-3 de 5 de maio de 1998 e o decreto presidencial nº 390 de 4 de agosto do mesmo ano. Em 1º de janeiro de 2007, 17.100 pessoas trabalhavam nas instituições da Academia, incluindo 560 médicos e 1.924 candidatos.

## Organização e funcionamento
A Academia Nacional de Ciências da Bielorrússia é uma instituição autônoma que opera sob a autoridade do governo da Bielorrússia. Ela é responsável pela coordenação, financiamento e direcionamento da pesquisa científica em todo o país. A academia abrange uma ampla variedade de áreas de pesquisa, incluindo ciências naturais, ciências sociais, humanidades, engenharia e tecnologia. É liderada por um presidente, que é o chefe da instituição e responsável por supervisionar suas atividades científicas e administrativas. Além disso, a academia é composta por vários institutos de pesquisa e centros científicos especializados, cada um focado em um campo específico do conhecimento.